# 鮮于鎮
鮮于鎮（韓語：선우진、1922年—2009年5月27日），是一名韓國獨立運動家、軍人及政治人物。生於平安北道定州市。曾擔任韓國國父金九的秘書。